# Chen Ding
Chen Ding (en chino: 陈定 Dali, 5 de agosto de 1992) es un atleta chino especializado en marcha atlética.
En los Juegos Olímpicos de Londres 2012, se alzó con la medalla de oro en la distancia de 20 km marcha, ganando la prueba por el estrecho margen de 11 segundos sobre el segundo clasificado, el guatemalteco Erick Barrondo, y estableciendo un nuevo récord olímpico.